# مشاري العنجري
مشاري جاسم مشاري العنجري، من مواليد 1945، نائب سابق في مجلس الأمة الكويتي، ووزير كويتي سابق.

## عنه
كان وكيل مساعد في ديوان المحاسبة وعضو مجلس إدارة الاتحاد الكويتي لكرة القدم وعضو مجلس إدارة نادي الكويت الرياضي، شارك في انتخابات مجلس الأمة الكويتي 1981 في الدائرة السادسة، وحصل على المركز الأول برصيد 586 صوت وفاز بالانتخابات ، وشارك في انتخابات مجلس الأمة الكويتي 1985 في الدائرة السادسة، وحصل على المركز الأول برصيد 1148 صوت وفاز بالانتخابات ، وشارك في انتخابات مجلس الأمة الكويتي 1992 في الدائرة السادسة، وحصل على المركز الأول برصيد 1182 صوت وفاز بالانتخابات ، وشارك في انتخابات مجلس الأمة الكويتي 1996 في الدائرة السادسة، وحصل على المركز الثالث برصيد 1086 صوت وخسر الانتخابات ، وشارك في انتخابات مجلس الأمة الكويتي 1999 في الدائرة السادسة، وحصل على المركز الأول برصيد 1450 صوت وفاز بالانتخابات ، وشارك في انتخابات مجلس الأمة الكويتي 2003 في الدائرة السادسة، وحصل على المركز الأول برصيد 1046 صوت وفاز بالانتخابات ، وشارك في انتخابات مجلس الأمة الكويتي 2006 في الدائرة السادسة، وحصل على المركز الأول برصيد 2788 صوت وفاز بالانتخابات.
في 17 أكتوبر 1992 تم تعيينه وزيرا للعدل والشؤون الإدارية ، وفي 13 ابريل 1994 تم تعيينه وزيرا للعدل والشؤون الإدارية.